# Plouvorn
Plouvorn (tiếng Breton: Plouvorn) là một xã của tỉnh Finistère, thuộc vùng Bretagne, miền tây bắc Pháp.

## Dân số
Người dân ở Plouvorn được gọi là Plouvornéens.